# Rodrigo Galatto
Rodrigo José Galatto (ur. 10 marca 1983 w Porto Alegre) – brazylijski piłkarz grający na pozycji bramkarza.

## Kariera klubowa
Karierę piłkarską Galatto rozpoczął w Grêmio z miasta Porto Alegre. W 2004 roku został członkiem pierwszego zespołu Grêmio. W 2005 roku został wypożyczony do Brasil Pelotas, a w 2006 roku wrócił do Grêmio. W tamtym roku zadebiutował w brazylijskiej Série A, a jego debiut miał miejsce 30 kwietnia 2006 w przegranym 2:5 wyjazdowym spotkaniu z Paraną. W latach 2006–2007 dwukrotnie z rzędu wywalczył z Grêmio mistrzostwo stanu Rio Grande do Sul.
W 2008 roku Galatto przeszedł do Athletico Paranaense z Kurytyby. Tam po raz pierwszy wystąpił 14 czerwca 2008 w przegranym 0:1 meczu z Portuguesą. W Athletico Paranaense przez dwa sezony był pierwszym bramkarzem. W 2009 roku wywalczył z nim mistrzostwo stanu Paraná. Na początku 2010 roku Brazylijczyk został wypożyczony do bułgarskiego Liteksu Łowecz, w którym swój debiut zaliczył 26 lutego 2010 w meczu z Łokomotiwem Mezdra (3:0). W sezonie 2009/2010 wywalczył z Liteksem mistrzostwo Bułgarii.
W połowie 2010 roku Galatto odszedł do Málagi. W Primera División zadebiutował 12 października 2010 w spotkaniu z Realem Saragossa (5:3). W czerwcu 2011 roku rozwiązał umowę z Málagą, a następnie podpisał kontrakt z Neuchâtel Xamax. Po tygodniu spędzonym w klubie i jednym występie w przegranym 0:3 meczu z FC Luzern został zwolniony..
| Sezon   | Klub                 | Kraj       | Rozgrywki        | Mecze | Bramki |
| ------- | -------------------- | ---------- | ---------------- | ----- | ------ |
| 2004    | Grêmio               | Brazylia   | Série A          | 0     | 0      |
| 2005    | Brasil Pelotas       | Brazylia   | Série B          | ?     | 0      |
| 2006    | Grêmio               | Brazylia   | Série A          | 17    | 0      |
| 2007    | Grêmio               | Brazylia   | Série A          | 2     | 0      |
| 2008    | Athletico Paranaense | Brazylia   | Série A          | 31    | 0      |
| 2009    | Athletico Paranaense | Brazylia   | Série A          | 27    | 0      |
| 2009/10 | Liteks Łowecz        | Bułgaria   | A PFG            | 12    | 0      |
| 2010/11 | Málaga CF            | Hiszpania  | Primera División | 4     | 0      |
| 2011/12 | Neuchâtel Xamax      | Szwajcaria | Super League     | 1     | 0      |